# Stephanie Pohl (cyclisme)
Pour les articles homonymes, voir Stephanie Pohl.
Ne doit pas être confondu avec Stephanie Paul (cyclisme).
Stephanie Gaumnitz née Pohl le 21 octobre 1987 à Cottbus, est une coureuse cycliste allemande. Spécialiste de la piste, elle est championne du monde de course aux points en 2015 et championne d'Europe dans la même discipline en 2012.

## Biographie
En 2009, Stephanie Pohl accouche d'une fille.
En 2011, elle devient pour la première fois championne d'Allemagne de la course aux points. En 2010 et 2011, elle remporte la coupe d'Allemagne de cyclisme.
En 2012, elle gagne le titre de championne d'Europe de la course aux points à Anadia. En 2014, elle est médaillée d'argent dans cette discipline à Cali. En 2015, elle obtient le titre mondial à Saint-Quentin-en-Yvelines.
Pilier de l'équipe d'Allemagne de poursuite par équipe, elle participe aux Jeux olympiques de Rio en 2016. Avec  Mieke Kröger, Charlotte Becker et Gudrun Stock, l'équipe prend la neuvième place.
Elle consacre sa fin de saison et la saison 2017 à la route avec la formation de premier plan Cervélo-Bigla où elle vient renforcer le collectif pour le contre-la-montre par équipes. Cervélo-Bigla se classe ainsi deuxième de l'Open de Suède Vårgårda en 2016 et obtient la médaille de bronze aux championnats du monde de la discipline en 2016 et 2017.
En juillet 2017, elle épouse Michael Gaumnitz, son partenaire de longue date et 13 ans plus âgé qu'elle. Fin 2017, elle annonce la fin de sa carrière professionnelle.

En 2024, elle occupe le poste de directrice sportive adjointe de la nouvelle équipe LKT Team. Elle prend la direction de l'équipe pour la saison suivante.

## Palmarès sur piste

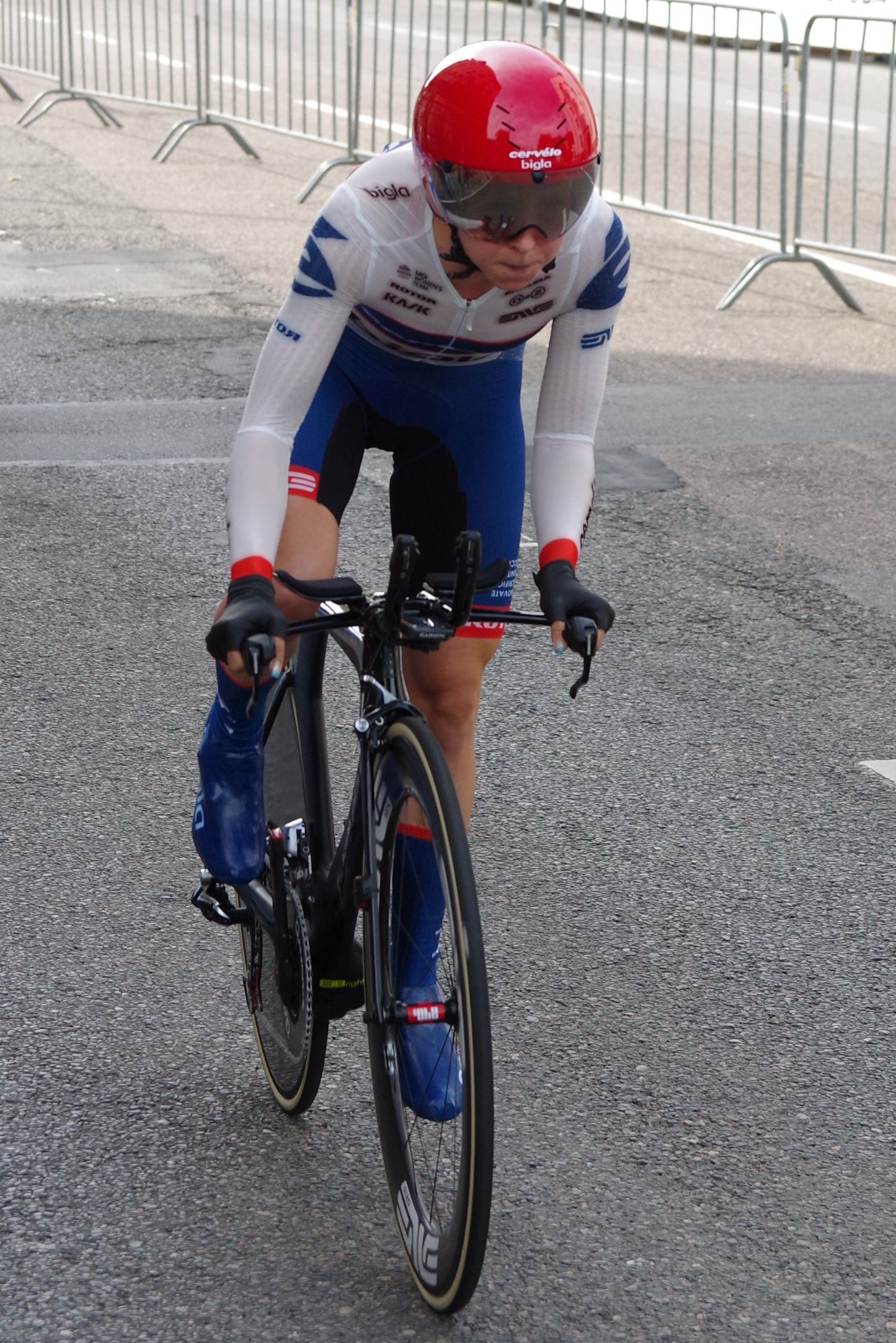
Au championnat d'Allemagne du contre-la-montre 2017

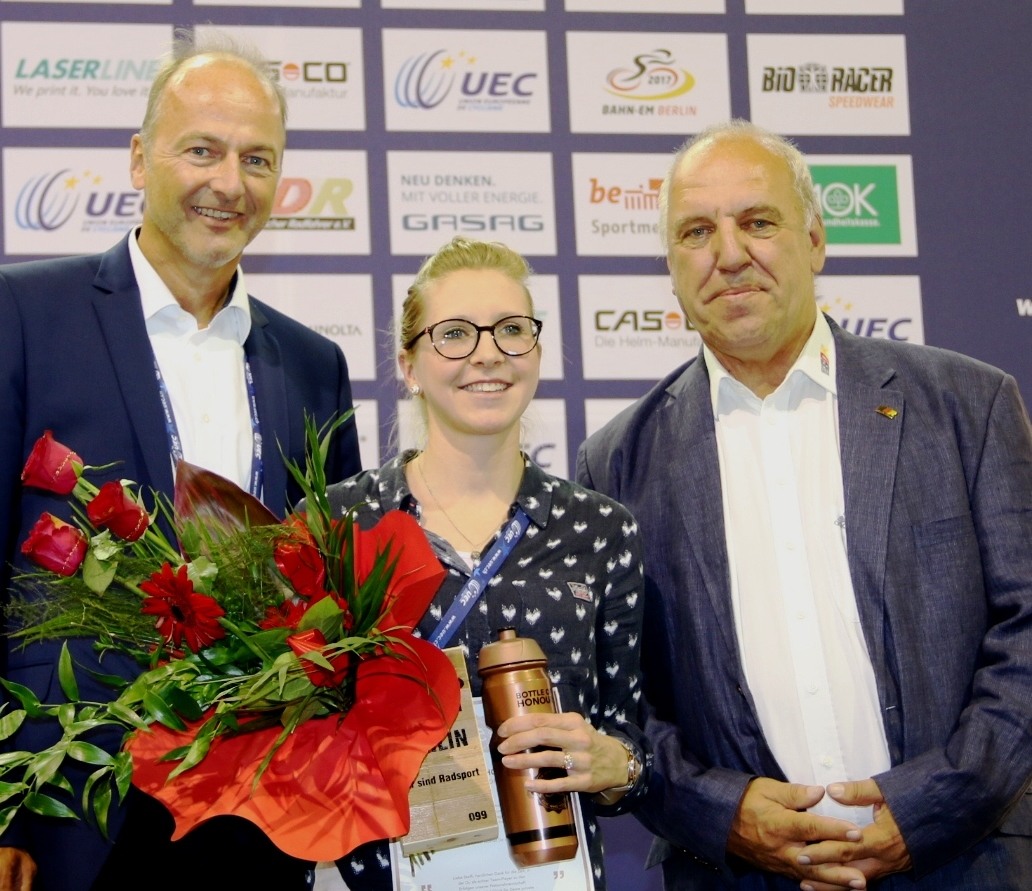
Au championnat d'Europe sur piste 2017, où elle fête son départ, avec le président et le vice-président de la fédération allemande

### Jeux olympiques
- Rio 2016
  - 9e de la poursuite par équipes

### Championnats du monde
| Édition / Épreuve              | Course aux points | Poursuite par équipes | Scratch |
| Melbourne 2012                 | abandon           |                       |         |
| Minsk 2013                     | 9e                | 6e                    | 16e     |
| Cali 2014                      | Argent            | 8e                    | 15e     |
| Saint-Quentin-en-Yvelines 2015 | Or                | 7e                    |         |
| Londres 2016                   | 6e                |                       |         |

### Coupe du monde
- 2011-2012
  - 2e de la course aux points à Astana
- 2013-2014
  - Classement général de la course aux points
  - 1re de la course aux points à Aguascalientes

### Championnats d'Europe
| Édition / Épreuve | Course aux points |
| Anadia 2012       | Or                |
| Granges 2015      | Bronze            |

### Championnats nationaux
- 2006
  - 2e de la course aux points
- 2010
  - 3e de la course aux points
- 2011
  -  Championne d'Allemagne de poursuite
  -  Championne d'Allemagne de la course aux points
  - 2e de la poursuite par équipes
- 2012
  -  Championne d'Allemagne de la course aux points
  - 2e de l'omnium
- 2013
  - 2e de l'omnium
  - 2e du scratch
- 2014
  -  Championne d'Allemagne de poursuite
  -  Championne d'Allemagne de la course aux points
- 2015
  - 2e de l'omnium
  - 3e de la course aux points
  - 3e de la poursuite

## Palmarès sur route
- 2006
  - 7e du championnat d'Europe sur route espoirs
- 2007
  - 3e du Tour de Pologne
- 2016
  - 2e du championnat d'Allemagne du contre-la-montre
  - 2e du Contre-la-montre par équipes de l'Open de Suède Vårgårda
  -  Médaillée de bronze au championnat du monde du contre-la-montre par équipes
- 2017
  - 2e du Grand Prix Cham-Hagendorn
  - 3e du championnat d'Allemagne du contre-la-montre
  -  Médaillée de bronze au championnat du monde du contre-la-montre par équipes

## Palmarès en cyclo-cross
- 2007-2008
  - Druivencross
  - 2e du championnat d'Allemagne de cyclo-cross

## Distinctions
- Sportive du Brandebourg de l'année 2015[7],[8].